# Mutual (Ohio)
Mutual es una villa ubicada en el condado de Champaign en el estado estadounidense de Ohio. En el Censo de 2010 tenía una población de 104 habitantes y una densidad poblacional de 301,91 personas por km².

## Geografía
Mutual se encuentra ubicada en las coordenadas 40°4′46″N 83°38′13″O / 40.07944, -83.63694. Según la Oficina del Censo de los Estados Unidos, Mutual tiene una superficie total de 0.34 km², de la cual 0.34 km² corresponden a tierra firme y (0%) 0 km² es agua.

## Demografía
Según el censo de 2010, había 104 personas residiendo en Mutual. La densidad de población era de 301,91 hab./km². De los 104 habitantes, Mutual estaba compuesto por el 97.12% blancos, el 2.88% eran afroamericanos, el 0% eran amerindios, el 0% eran asiáticos, el 0% eran isleños del Pacífico, el 0% eran de otras razas y el 0% pertenecían a dos o más razas. Del total de la población el 0% eran hispanos o latinos de cualquier raza.